# グドン
グドンとは、円谷プロダクションが製作した特撮テレビドラマ『帰ってきたウルトラマン』をはじめとする「ウルトラシリーズ」、および『ファイヤーマン』『レッドマン』に登場する架空の怪獣。別名は地底怪獣。

## 特徴
全身が刺々しく、両腕が長いムチのようになっており、赤い眼を持つ造形である。また、両足に指がない。体表のディテールは、サイの皮膚に着想を得ている。
デザインは池谷仙克による。池谷は『帰ってきたウルトラマン』で手掛けた怪獣の中で1番気に入っているとしている。池谷はグドンと同様にムチを持つ怪獣ツインテールのデザインも担当していたが、本放送を見て2体が同じ回に登場することを初めて知り、よもやムチを持つ怪獣同士が戦うとは思ってもいなかったという。
特徴的なムチ状に進化した両腕は、後年の『ウルトラマンメビウス』への登場時に振動触腕エクスカベーターと命名される。

## 『帰ってきたウルトラマン』に登場するグドン
『帰ってきたウルトラマン』第5話「二大怪獣東京を襲撃」、第6話「決戦！ 怪獣対マット」に登場。
中生代・ジュラ紀に棲息していた三縞竜の一種で、同時代に存在していた怪獣ツインテールを常食としている。怪力の持ち主で、表皮はMATのMN爆弾も通用しないほど頑丈である。両腕のムチを敵の体に突き刺し、強力な毒液を注入する。奥多摩の第2採石場から出現した後、ツインテールと共闘する形でウルトラマンジャックを撃退し、その激戦の爪痕として東京を壊滅状態に陥れる。だが、MATの麻酔弾で両目を潰されて失明したツインテールに尻尾を噛まれ、逆上して噛み殺す。そのことがジャックの再起につながり、最後はスペシウム光線で倒される。
- スーツアクター：遠矢孝信（ノンクレジット）[15][6]
- 劇中では「三綺竜」という架空の分類単位に属すると解説され、池谷のデッサン画が図鑑の1ページとして登場する。
- 造形は高山良策[5]。デザインのない背面は、皮膚のディテールを活かしてファスナーの開閉部が隠されている[5]。頭部を抜く型は、後に『シルバー仮面』に登場するワイリー星人の造形にも使用されている[16]。
- 第37話「ウルトラマン夕陽に死す」の第1稿シナリオではナックル星人（シナリオ段階での名前はマルチ星人）によって再生され、スピンキックの能力分析用の怪獣としてジャックと戦う予定だった[17]。劇中でナックル星人がスピンキックに言及するのは、その名残である[18]。

## 『ウルトラマンメビウス』に登場するグドン
『ウルトラマンメビウス』第2話「俺達の翼」、第9話「復讐の鎧」に登場。
34年前、ウルトラマンジャックと戦ったグドンの別個体。ドキュメントMATに記録が残っている。ボガールの影響によって登場したと思われる。形状は初代とほぼ同じであるが、若干腹が太くなっているうえに顔付きもやや異なり、目には瞳がある。弱点は腹部。黄昏時の工事現場に出現し、両腕のムチ状の振動触腕でGUYSやメビウスを苦しめる。GUYSの攻撃で右腕のムチを失いながらもメビウスと互角以上に渡り合うが、メビュームブレードの一撃を受けて爆散した。
第9話では、山間部でボガールに呼び寄せられた個体が、同じく呼び出されたツインテールと交戦して劣勢となる。ボガールが巨大化すると抵抗を試みるが、結局はツインテールに先立って捕食された。
- スーツアクター：西村郎（第2話）、末永博志（第9話）
- 両腕の振動触角は「振動触腕エクスカベーダー」と呼ばれ、硬化させて槍状に変化させたムチを岩盤に食い込ませた後、ムチを軟化させて地盤を破壊して地中を掘り進むと設定されている。
- 劇中では、テッペイに「グドンは34年前に現れてツインテールを食べた」と説明されている。
- 当初、第2話にはディノゾールがディノゾールリバースとして再登場する予定だったが、ジョージとマリナの目と耳が役立つ流れにしたいことや、第2話に人気怪獣を登場させるというプロデューサーの岡﨑剛之による要望で、東京湾の埋立地から出現する地底怪獣としてグドンを登場させることとなった[出典 7]。
- 造形は開米プロの吉松学が担当[26]。『帰ってきた』当時の資料を基に造形された[26]。ラテックスでは劣化するため、FRPで頭部が仕上げられた[26]。ツノはポリ製のものとアクション用の硬質ウレタン製のものがあり、前者は埋立地から登場するシーンにのみ使用されている[26]。ポリ製のツノは、ゴモラなどの角を高山が作る時などに用いている手法である色をポリエステルに混ぜ、黒い部分を作っている[26]。
- スーツは後年の『ウルトラマンデッカー』などでも使用されている[26]。

### プロトマケット怪獣 グドン
『ウルトラマンメビウス』第27話「激闘の覇者」に登場。
第27話ではGUYSによって作られたプロトマケット怪獣。仮想空間でゼットンとの臨戦態勢に入る前にゼットンの高熱火球を浴びせられ、敗れる。
マケット怪獣化の件は、活動制限時間の1分が地中に潜っている最中に過ぎては役に立たないという理由で却下された。
- スーツアクター：西村郎

## 『ウルトラギャラクシー大怪獣バトル』に登場するグドン
『ウルトラギャラクシー大怪獣バトル』第3話「透明怪獣襲撃!」に登場。
惑星ボリスの発電所を餌場にしていたネロンガと戦ってムチで優勢に立つが、透明化で惑わされて電撃を受け、絶命した。
- スーツアクター：横尾和則
- オープニングではガンQと対決している。

## 『大怪獣バトル ウルトラ銀河伝説 THE MOVIE』に登場するグドン
映画『大怪獣バトル ウルトラ銀河伝説 THE MOVIE』に登場。
ウルトラマンベリアルのギガバトルナイザーの力で怪獣墓場から復活した怪獣軍団の1体。ツインテールなどとともに初代ウルトラマンと戦い、その後も生き残るが、最後はウルトラマンゼロのワイドゼロショットを受けて爆死する。
また、百体怪獣ベリュドラの左角を構成する怪獣の1体となっている。

## 『ウルトラゾーン』に登場するグドン
『ウルトラゾーン』の各コーナーに登場。
第1話のコントパート「怪獣マッサージ」では、溜池山王のマッサージ店を訪れた客として登場。声は河野洋一郎が担当した。
第2話のミニコーナー「怪獣ことわざ」では、「骨折りグドンのくたびれもうけ」ということわざが紹介されている。
アイキャッチでは、アストロモンスとバーにてマイクを持ちながら歌っている姿が描かれている。

## 『ウルトラゼロファイト』に登場するグドン
『ウルトラマン列伝』内のアクションドラマ『ウルトラゼロファイト』第1部「新たなる力」に登場。
バット星人グラシエが怪獣墓場から蘇らせた怪獣軍団の1体。サドラ、テレスドン、ベムラーと共に出現し、怪獣墓場を訪れたウルトラマンゼロを襲うが、サドラ共々ストロングコロナゼロの格闘技に瞬殺され、爆死した。

## 『ウルトラマンギンガS』に登場するグドン（SD）
『ウルトラマンギンガS』第4話「強さの意味」に登場。
失敗続きで後が無かったアンドロイド・ワンゼロがモンスライブして出現。ウルトラマンビクトリーと対決し、振動触腕エクスカベーターによる攻撃で苦しめる。UPGによるハイパーレーザーの射撃をものともせず、ビクトリーを庇って現れたシェパードンをも返り討ちにするが、レピから受け取ったキングジョーカスタム（SD）のスパークドールズでウルトランスした後、キングジョーランチャーで倒される。
- スーツアクター：桑原義樹
- 『スパークドールズ劇場』のネット版では第4回から新レギュラーとして登場。口調は悪いが、何者かの視線を感じて気味悪がる小心者の一面もあり、EXレッドキング（SD）曰く「意外と肝の据わない奴」。

## 『大怪獣バトル ULTRA MONSTERS』に登場するグドン
『大怪獣バトル ULTRA MONSTERS』第4話「赤き荒野にムチがうなる」に登場。
ブルトンによって荒野に飛ばされた主人公たちの前でツインテールと戦っていたところ、やり過ごそうとする主人公たちのバトルナイザーの音声によって彼らの存在に気付き、ツインテールとともに襲いかかる。しかし、バトルナイザーの怪獣によって倒される。
ステータスはアタックとパワーを重視しており、全体的にバランスに優れるが、ディフェンスが一番低い。必殺技はすべて両腕のムチを使ったもので、敵をムチでめった打ちにする「残酷ムチラッシュ」、両腕のムチを振り回しながら敵を攻撃する「ムチ連撃」、敵にムチの一振りを浴びせる「こんしんのムチ攻撃」がある。『NEO』第1弾ではツインテールと組むことで、タッグ必殺技「スリングスマッシュ」が発動可能になる。『NEO』第6弾からは、高速回転しながら敵にムチをぶつける技「サイクロンウィップ」が追加された。

## 『ウルトラファイトオーブ』に登場するグドン
『ウルトラファイトオーブ 親子の力、おかりします!』に登場。
レイバトスの呪文により復活させられた個体が、キングジョー、ツインテール、バードン、ハイパーゼットン（イマーゴ）、ビクトルギエルと共に出現。他の5体と共にウルトラマンゼロとウルトラマンオーブに襲いかかり、オーブがレイバトスを追った後はゼロを追い詰めるが、ゾフィー、セブン、ジャックがゼロの救援に現れ、ツインテールと共にジャックと戦う。しかし、2体がかりでもジャックには歯が立たず、最後はスペシウム光線で倒される。

## 『ウルトラマンデッカー』に登場するグドン
『ウルトラマンデッカー』第6話「地底怪獣現わる！現わる！」に登場。
パゴスの次に出現した地底怪獣であり、ウルトラマンデッカーを両腕のムチで背後から羽交い絞めにして地底に引きずり込む。
- スーツアクター：永地悠斗
- 第6話監督の辻本貴則曰く、スーツは『メビウス』の時に作られ、近年用いられ続けていたもので、怪獣倉庫からの現役引退が近づいていたが、地底怪獣の代表として用いたという[44][45]。

## 『ファイヤーマン』に登場するグドン
『ファイヤーマン』第9話「深海からの挑戦」に登場。
日本近海に生息していたが、獰猛な肉食怪獣ネロギラスに襲撃される。他の怪獣を次々と捕食するネロギラスには抗えず、左腕を失ったうえに海面を真っ赤に染めるほど流血して投げ飛ばされた後、表皮を剥がされて捕食された。その後、無残な死体が海上で発見された（ネロギラスはその前にロドグロスとステゴラスを捕食しており、その死体が登場している）。
- 再編集ビデオ『ウルトラ伝説 怪獣博物館』では、怪獣の生態の紹介としてグドンがツインテールを捕食し、そのグドンをネロギラスが捕食することが、『帰ってきたウルトラマン』や『ファイヤーマン』の映像を用いて説明されている。また、『ウルトラマンギンガS』のBlu-ray BOX解説書でもグドンの天敵である海の凶暴怪獣の存在について言及されている[46]。

## 『レッドマン』に登場するグドン
『レッドマン』第94、95、97、98、101、103、105 - 108、110 - 113、115、117 - 119、136、137話
- 第94話：レッドキラーが倒されたと同時に登場。
- 第95話：レッドキックで倒された次の瞬間、ゴモラが登場。
- 第97話：コダイゴンが倒されたと同時に、ドラキュラスとともに登場。
- 第98話：ドラキュラスとともに倒された次の瞬間、レッドキラー、ゴモラが2体同時に登場。
- 第101話：ペギラとともにレッドマンと戦うが、2体別々に倒された。
- 第103話：ジラースとともにレッドマンと戦うが、2体別々に倒された。
- 第105話：ゴキネズラとともにレッドマンと戦うが、2体別々に倒された。
- 第106話：ペギラとともにレッドマンと戦うが、2体別々に倒された。
- 第107話：ジラース、ペギラ、レッドキラーとともにレッドマンと戦うが、4体同時に倒された。
- 第108話：ザゴラスとともにレッドマンと戦うが、2体別々に倒された。
- 第110話：ジラースとともにレッドマンと戦うが、2体別々に倒された。
- 第111話：シュガロンとともにレッドマンと戦うが、2体同時に倒された。
- 第112話：シュガロン、サドラとともにレッドマンと戦うが、3体別々に倒された。
- 第113話：ザゴラスとともにレッドマンと戦うが、2体別々に倒された。
- 第115話：単独でレッドマンと戦うが、レッドフォールで倒された。
- 第117話：ザゴラス、サドラとともにレッドマンと戦うが、3体別々に倒された。
- 第118話：ザゴラス、イカルス星人、サドラとともにレッドマンと戦うが、4体同時に倒された。
- 第119話：サドラ、シュガロン、イカルス星人、ザゴラスとともにレッドマンと戦うが、5体同時に倒された。
- 第136話：ビーコンとともにレッドマンと戦うが、2体同時にレッドナイフで倒された。
- 第137話：シュガロンとともにレッドマンと戦うが、2体別々に倒された。

## その他の作品に登場するグドン
- 『ウルトラファイト』第196話「怪獣死体置場」では、円谷プロの着ぐるみ倉庫に吊り下げられていることが確認できる。
- 映画『新世紀2003ウルトラマン伝説 THE KING'S JUBILEE』では、ウルトラマンキングの誕生日を怪獣たちとともに祝福した。
- 2009年のHONDA「ステップワゴン スパーダ」のCMでは、スパーダを恐れて他の怪獣とともに道を空ける役で出演している。
- 『めちゃ×2イケてるッ!』では、『大怪獣バトル ウルトラ銀河伝説 THE MOVIE』の出演オーディションに参加した。
- 『ウルトラマンフェスティバル'97』のライブステージ第1部では、キリエロイドの配下の怪獣として登場。光の妖精ファーラを処刑するためにジラースと共に出現するが、最後はウルトラマンティガ（パワータイプ）のデラシウム光流で倒された。
- 『ウルトラマンフェスティバル2010』の冒頭では、ドラコとともにウルトラマンゼロと戦う。
- 『ウルトラマンゼロ&オールスターウルトラマン超絶!ウルトラリーグ』（『てれびくん』2011年7月号掲載分）では、怪獣軍団の1体として光の国を襲撃した。
- 漫画『ウルトラマンSTORY 0』では、ナックル星人に飼育されている実験用の怪獣として登場。捕えられたアギラの実戦を務める。
- 『ウルトラマン列伝』の第21話では、ウルトラマンゼロが解説するエンペラ星人が光の国を襲撃したウルトラ大戦争時に引き連れていた怪獣軍団の中に、グドンの姿が新規で追加されている。
- 玩具展開『ウルトラエッグ』のCM『ウルトラエッグストーリー』第1話では、地中から出現して地上で暴れようとするが、ウルトラエッグとなったゼットンとレッドキングのコンビネーション攻撃によって倒される。
- 『電撃G's magazine』2014年1月号では、「ウルトラ怪獣擬人化計画」で掲載されたツインテールちゃんのオプションとして子犬姿（イラスト：藤真拓哉）になって描かれている。

### 過去の映像を流用しての登場
いずれも映像はそれぞれの初登場作品の流用。
『ウルトラマンタロウ』
第40話で回想シーンの35大怪獣・宇宙人の1匹として登場。
『ウルトラマン物語』
同じころに別の場所でエースとゼミストラーが戦っている。
『新世紀ウルトラマン伝説』
ツインテールと共にジャックを襲うが、ツインテールはボクとパパの放った弾丸で倒され、ジャックのスペシウム光線で倒された。